# Protracheoniscus dicaporiaccoi
Protracheoniscus dicaporiaccoi is een pissebed uit de familie Trachelipodidae. De wetenschappelijke naam van de soort is voor het eerst geldig gepubliceerd in 1934 door Alceste Arcangeli.